# Võtikvere
Võtikvere est un village de la commune de Torma du comté de Jõgeva en Estonie.
Au 31 décembre 2011, il compte 92 habitants.